# ماکسیم مالیشف
ماکسیم مالیشف (اوکراینی: Максим Васильович Малишев؛ زادهٔ ۲۴ دسامبر ۱۹۹۲) بازیکن فوتبال اهل اوکراین است.
از باشگاه‌هایی که در آن بازی کرده‌است می‌توان به باشگاه فوتبال شاختار دونتسک و باشگاه فوتبال زوریا لوهانسک اشاره کرد.
وی همچنین در تیم‌های ملی فوتبال زیر ۲۱ سال اوکراین و اوکراین بازی کرده‌است.